# Frättentjärnen (Högsjö socken, Ångermanland)
Frättentjärnen är en sjö i Härnösands kommun i Ångermanland och ingår i Ångermanälven-Gådeåns kustområde. Sjön är 13 meter djup, har en yta på 0,0571 kvadratkilometer och är belägen 248,1 meter över havet.

## Delavrinningsområde
Frättentjärnen ingår i det delavrinningsområde (697070-158778) som SMHI kallar för Utloppet av Frättentjärnen. Medelhöjden är 344 meter över havet och ytan är 11,29 kvadratkilometer. Det finns inga avrinningsområden uppströms utan avrinningsområdet är högsta punkten. Vattendraget som avvattnar avrinningsområdet har biflödesordning 2, vilket innebär att vattnet flödar genom totalt 2 vattendrag innan det når havet efter 28 kilometer. Avrinningsområdet består mestadels av skog (97 procent). Avrinningsområdet har 0,06 kvadratkilometer vattenytor vilket ger det en sjöprocent på 0,5 procent.